# Bataille de Frankenhausen

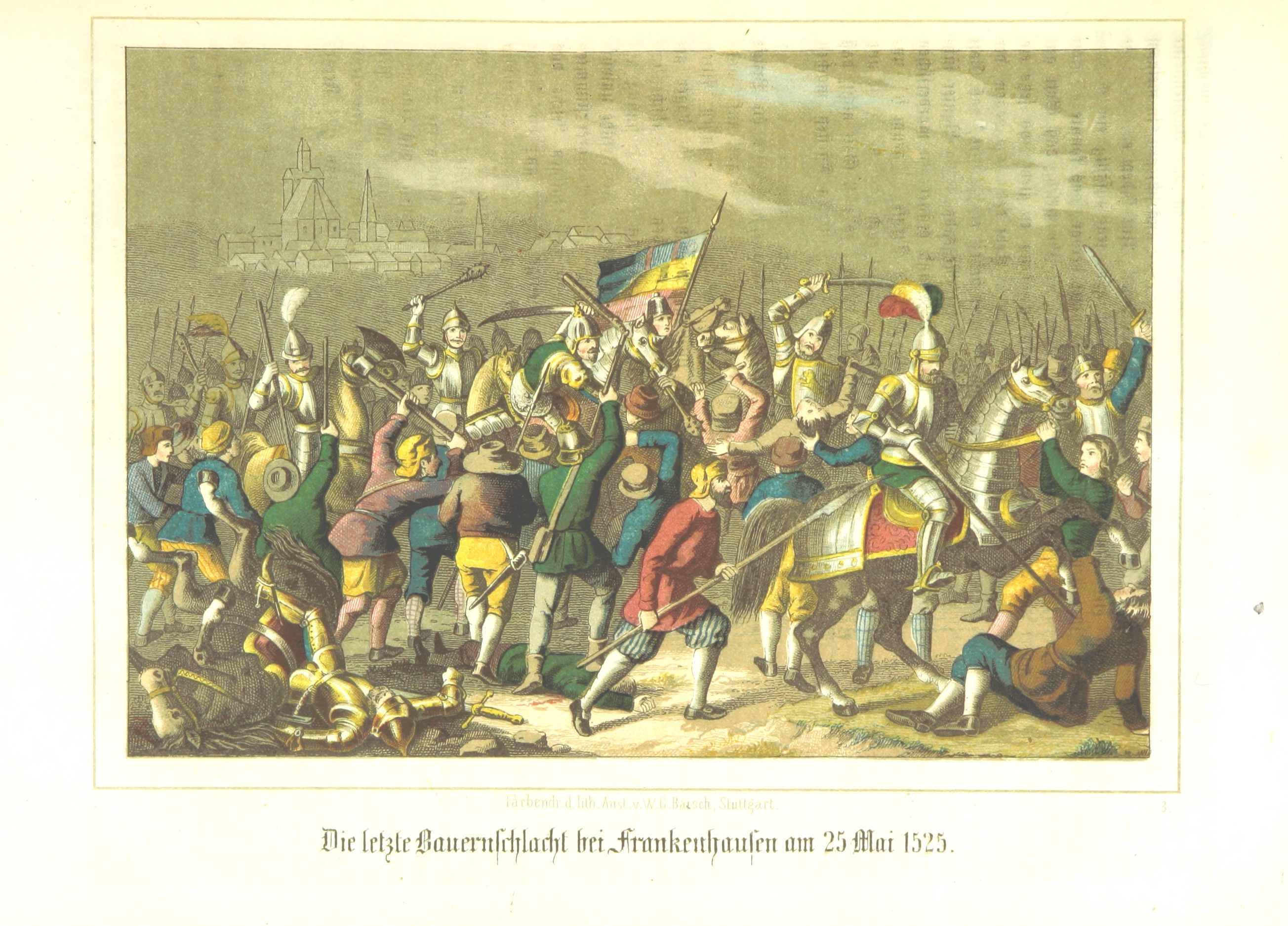
La dernière bataille paysanne près de Frankenhausen le 25 mai 1525.

La bataille de Frankenhausen est l'affrontement principal et la conclusion de la guerre des paysans (1524-1526).

## Contexte
Ce mouvement est une suite du mouvement Bundschuh (1493-1517) (littéralement chaussure nouée, type de chaussure de paysan pauvre, à lacets, à la romaine, façon carbatina ou opanke ou mocassin).
Le XVe siècle a déjà connu 18 autres mouvements analogues principalement en Allemagne du Sud-Ouest. Contrairement aux précédents, le soulèvement de Mühlhausen (Thuringe) s'appuie sur des revendications religieuses d'importance.
En 1524, des communautés réformées considèrent avoir le droit de choisir librement leur pasteur par élection, contre toute forme de nomination autoritaire. Luther ne réagit pas dans un premier temps et incite plutôt à la paix, mais lorsqu’il apprécie l’ampleur du mouvement et l’accusation des princes qui le désignent comme responsable de la révolte, il envoie le chevalier Philippe Ier de Hesse réprimer le mouvement des paysans conduits par le millénariste Thomas Müntzer.
Luther choisit à cette occasion de passer d’une réforme sans fil directeur à une réforme institutionnalisée par le haut, donc avec l’aide ou la direction du pouvoir civil. Il décide dès lors de reconnaître un pouvoir de réforme au prince, le jus reformandi, grâce auquel tout un territoire se convertit lorsque le détenteur de l’autorité civile choisit la religion réformée et devient ainsi garant de l’autorité religieuse pouvant contrôler l’action des pasteurs dans son territoire.

## Bataille
Après diverses phases de préparation des deux côtés, durant lesquelles les dirigeants paysans et le réformateur radical Thomas Müntzer et ses assistants se concertent, constitués en Ewiger Bund Gottes (de) (Alliance éternelle de Dieu) devenu Ewiger Rat (de) (Conseil éternel).
Le 15 mai 1525, à la bataille de Frankenhausen, 8 000 à 10 000 paysans s'opposent à 2 000 cavaliers, 6 000 lansquenets, et quelques pièces d'artillerie.
Les insurgés brandissent le drapeau arc-en-ciel, et disposent en armement de type guerrier uniquement de huit grands fusils de chasse (façon arquebuse) sur chariot (Karrenbüchse (de)), d'au moins quinze autres fusils (à main), ainsi que d'outils servant d'armes (faux, faucille, fléau, fourche) et d'armes mineures (piques, hallebardes, sabres courts). 
Un armistice de trois heures, avec des négociations et un sermon argumenté de Müntzer, est brisé sans prévenir par les troupes princières, ce qui crée une panique suivie d'un massacre : 6 000 morts au moins du côté insurgé. Au moins 600 révoltés sont faits prisonniers, dont la moitié est exécutée le lendemain. Thomas Müntzer est capturé, torturé, puis exécuté le 27 mai. 
Les villages impliqués dans le soulèvement paysan sont soumis à des amendes très élevées et à des demandes excessives de dommages et intérêts de la part du clergé et de la noblesse laïque.

## Actualité
Un panorama de la guerre des paysans, près de Bad Frankenhausen, avec la peinture monumentale de Werner Tübke (1929-2004), La première révolution bourgeoise en Allemagne, commémore la bataille. Cette interprétation imagée des faits historiques se veut un rappel de ce souhait de transformation sociale radicale.